# Tatiana Nekrasov
Tatiana Warwara Jelena Nekrasov (* 14. Juli 1983 in Berlin) ist eine deutsche Schauspielerin.

## Leben
Nekrasov ist die Tochter des russischen Drehbuchautors und Regisseurs Andrei Nekrassow. Erste Rollen hatte sie in den Kurzspielfilmen Leoni und Fenster und Gardinen im Jahr 2006. Von 2007 bis 2010 studierte sie Schauspiel am Europäischen Theaterinstitut Berlin. 2012 wirkte Nekrasov in der TV-Serie Lebt wohl Genossen neben ihrem Vater mit. Darin wird das Leben ihrer Familie in der UdSSR erzählt. Die TV-Serie erhielt 2013 den Adolf-Grimme-Preis in der Kategorie Information.
Seit 2017 steht Nekrasov vor allem für Fernsehfilme und -serien vor der Kamera, so mehrfach im Tatort, in Die Auferstehung (2018), im Polizeiruf 110 (2019), in Alarm für Cobra 11 (2019) und in Ein starkes Team (2020). 2020 spielte sie Magdalena van Beethoven in dem Spielfilm Louis van Beethoven.

## Filmographie (Auszug)
- 2006: Leoni
- 2016: Expulsion
- 2017–2023: Tatort (Fernsehreihe)
  - 2017: Dunkle Zeit
  - 2018: Tiere der Großstadt
  - 2019: Borowski und das Haus am Meer
  - 2021: Macht der Familie
  - 2022: Der Mörder in mir
  - 2023: Was ihr nicht seht
- 2018: Die Auferstehung
- 2019: Polizeiruf 110 – Mörderische Dorfgemeinschaft
- 2019: Alarm für Cobra 11 – Die Autobahnpolizei – Vermächtnis
- 2020: Ich bin wohl nicht auf Sicht gefahren
- 2020: Ein starkes Team – Scharfe Schnitte
- 2020: Louis van Beethoven
- 2022: Nord Nord Mord – Sievers sieht Gespenster
- 2023: WaPo Bodensee – Die Falle
- 2024: Der Staatsanwalt – Eine todsichere Sache
- 2025: Morden im Norden – Verräter
- 2025: Stammheim – Zeit des Terrors (Fernsehfilm)